# Faute de preuves
Faute de preuves (Caught dans l’édition originale en anglais) est un roman policier d'Harlan Coben, publié en 2010.
Le roman est traduit en français par Roxane Azimi. 

## Personnages
- Wendy Tynes : journaliste de télévision, veuve
- Dan Mercer : éducateur célibataire, poursuivi pour pédophilie

## Résumé
Wendy Tynes, journaliste qui anime une émission de traque des pédophiles et les démasque en direct, compte confondre Dan Mercer. Mais contrairement aux autres, Mercer s’enfuit. Trois mois plus tard, Tynes cherche toujours à retrouver Mercer, mais quand elle le retrouve, il est abattu sous ses yeux par le père de la victime de Mercer. Ce meurtre semble arranger les affaires de la police, jusqu’à ce que des indices lient Mercer à Haley McWaid, une adolescente mystérieusement disparue depuis trois mois…

## Éditions imprimées
Édition originale américaine
- (en) Harlan Coben, Caught, New York, Dutton, 23 mars 2010, 388 p. (ISBN 978-0-525-95158-2, LCCN 2010002056)

Éditions françaises
- Harlan Coben (trad. de l'anglais par Roxane Azimi), Faute de preuves [« Caught »], Paris, Belfond, coll. « Belfond noir », 3 mars 2011, 377 p. (ISBN 978-2-7144-4570-4, BNF 42400742)
- Harlan Coben (trad. de l'anglais par Roxane Azimi), Faute de preuves [« Caught »], Paris, Pocket, 1er mars 2012, 468 p. (ISBN 978-2-266-22132-0)Sortie annoncée pour le 1er mars 2012.

## Livre audio en français
- Harlan Coben (auteur), Hervé Lavigne (narrateur), Isabelle Miller (narratrice) et José Heuzé (narrateur) (trad. Roxane Azimi), Faute de preuve [« Caught »], La Roque-sur-Pernes, Éditions VDB, coll. « Thriller », 1er juillet 2011 (ISBN 978-2-84694-951-4)Support : 1 disque compact audio MP3 ; durée : 9 h 42 min environ. Note : le livre audio est titré « Faute de preuve », alors que les éditions imprimées sont titrées « Faute de preuves ».